# Telchinia burni
Telchinia burni is een vlinder uit de familie van de Nymphalidae. De wetenschappelijke naam van de soort is voor het eerst voorgesteld, als Acraea burni, door Arthur Gardiner Butler in een publicatie uit 1896.

## Verspreiding
De soort komt voor in de dicht-begroeide savannes en bossen van Oost-Tanzania, Zuid-Malawi, Oost-Zambia, Zimbabwe, Botswana, Zuid-Afrika en Eswatini.

## Waardplanten
De rups leeft op diverse soorten van de brandnetelfamilie (Urticaceae) waaronder Laportea peduncularis (Wedd.) Chew Obetia tenax (N.E.Br.) Friis en Pouzolzia mixta Solms.